# Rudá Hvězda Brno
El Rudá Hvezda Brno (Estrella Roja de Brno), también conocido como RH Brno, fue un club de fútbol de la antigua Checoslovaquia que jugó en la Primera División de Checoslovaquia, la liga de fútbol más importante del país.

## Historia
Fue fundado en el año 1957 en la ciudad de Brno y nunca llegó a ganar ningún título en su corta historia. Desapareció en 1961 después de fusionarse con otro equipo de Brno, el Spartak ZJŠ Brno.
A nivel internacional participó en un torneo continental, en la Recopa de Europa de Fútbol de 1960—61. Fue eliminado en los cuartos de final por el NK Dinamo Zagreb de la antigua Yugoslavia.

## Participación en competiciones de la UEFA
- Recopa de Europa de Fútbol: 1 aparición

1961 - cuartos de final

### Récord Europeo
| Temporada | Torneo                     | Ronda            | Club              | Marcador |
| --------- | -------------------------- | ---------------- | ----------------- | -------- |
| 1960/61   | Recopa de Europa de Fútbol | Primera Ronda    | Vorwärts Berlin   | 1-2, 2-0 |
| 1960/61   | Recopa de Europa de Fútbol | Cuartos de final | GNK Dinamo Zagreb | 0-0, 0-2 |